# Dimethenamid-P
Dimethenamid-P ist ein Herbizid aus der Gruppe der Chloracetamide. Es wird als Herbizid in Europa vor allem im Mais- und Rüben-, aber auch beim Hülsenfrüchte- (Sojabohnen) und Sonnenblumenanbau verwendet.
Dimethenamid-P besteht aus den beiden wirksameren Stereoisomeren von Dimethenamid, das als Gemisch von vier Isomeren eingesetzt wird.

## Gewinnung und Darstellung
Dimethenamid kann durch eine mehrstufige Reaktion aus 2-Mercaptopropionsäure, Methacrylsäure,  1-Methoxy-2-propylamin, Thionylchlorid und Chloressigsäurechlorid hergestellt werden. Methacrylsäure und 2-Mercaptopropionsäure reagieren miteinander und cyclisieren zu 2,4-Dimethyl-tetrahydro-3-thiophenon.

## Isomerie
Dimethenamid besteht – ähnlich wie die verwandten Chloracetamide Alachlor und Metolachlor – aus vier Stereoisomeren, weil es
- axiale Chiralität entlang der Bindung (eingeschränkte Drehbarkeit) zwischen der 3-Position des Thiophenrings und dem Stickstoffatom und
- ein stereogenes Zentrum in der Seitenkette

besitzt.
Somit existieren folgende Stereoisomere: (1S,aS)-Form, (1R,aR)-Form, (1S,aR)-Form und die (1R,aS)-Form. 
Dimethenamid-P ist die Mischung der (1S,aS)-Form und der (1S,aR)-Form – bisweilen auch „(S)-Dimethenamid“ genannt – und ist als Herbizid wirksamer und kann niedriger dosiert werden als das Gemisch aller vier Stereoisomeren.

## Verwendung

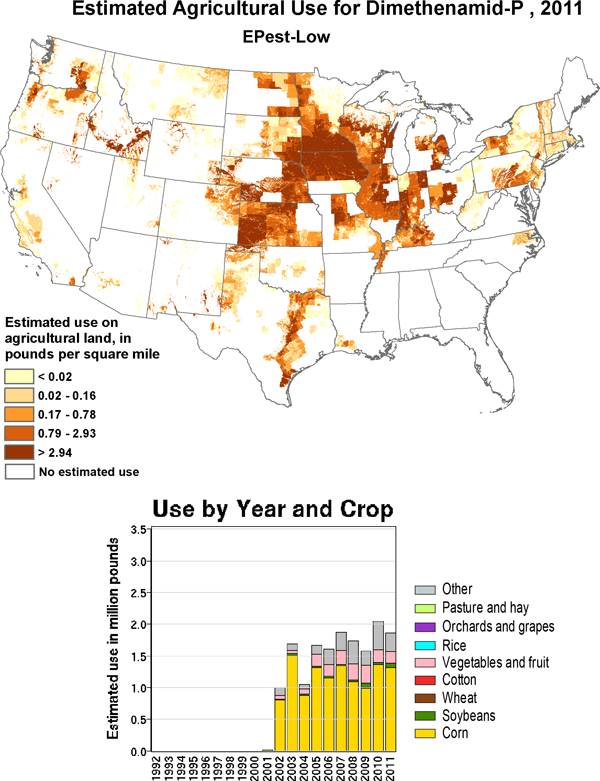
Geschätzte Ausbringungsmenge von Dimethenamid-P 2011 in den USA

## Zulassung
Dimethenamid-P wurde 2003 in die Liste der zulässigen Pflanzenschutzmittel-Wirkstoffe gemäß Richtlinie 91/414/EWG aufgenommen. Dimethenamid-P ist unter anderem in Deutschland, Österreich und der Schweiz zugelassen.